# Kathedrale von Birmingham (anglikanisch)
Die Kathedrale von Birmingham (Cathedral Church of Saint Philip) ist eine Kathedrale der Church of England und der Bischofssitz in der englischen Stadt Birmingham. Sie wurde zunächst als Pfarrkirche errichtet und 1715 konsekriert. 1905 erhielt sie dann den Status einer Kathedrale und wurde Sitz der neu entstandenen anglikanischen Birmingham. In England ist sie nach der Kathedrale von Derby und nach der Kathedrale von Chelmsford die drittkleinste Kathedrale und wurde im Stil des Barock erbaut.

## Geschichte

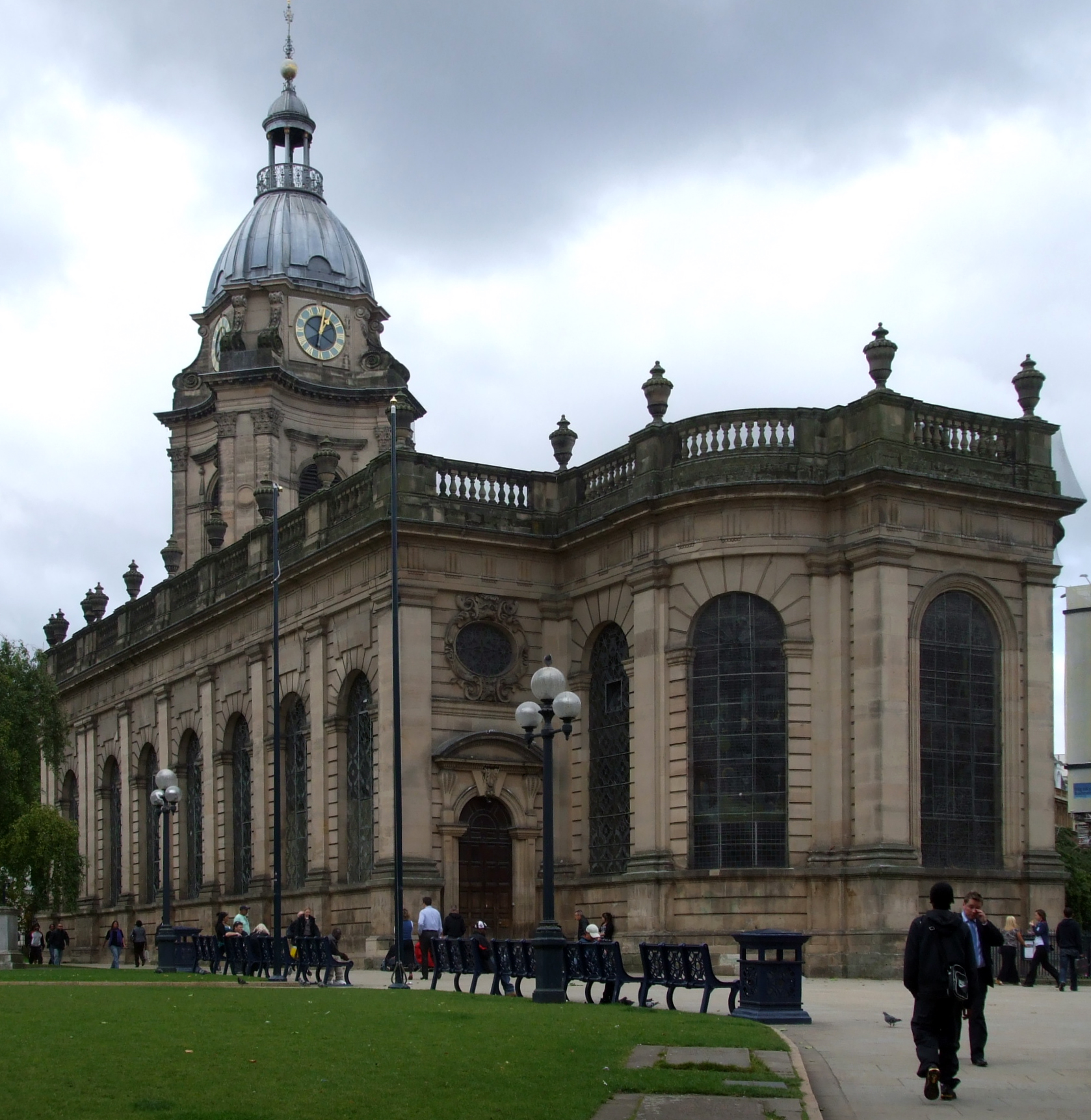
Die Kathedrale von Birmingham von der Süd-Ost-Seite aus gesehen

Die Philippus-Kirche wurde geplant, weil eine in der Nähe gelegene mittelalterliche Kirche ihre Gemeinde aufgrund der wachsenden Einwohnerzahl von Birmingham nur noch unzureichend aufnehmen konnte. Das Grundstück wurde im Jahr 1710 von Robert Philips gespendet und liegt an einem der höchsten Punkte des Bezirks und angeblich auf gleicher Höhe wie das Kreuz der St Paul’s Cathedral in London. Als Anerkennung für die Überlassung des Grundstücks wurde die Kirche dem heiligen Philip gewidmet. Die Kosten für die Errichtung der Kirche sollten sich ursprünglich auf 20.000 britische Pfund belaufen, reduzierten sich aber auf etwa 5.000 britische Pfund, da viele Materialien gespendet und zur Baustelle transportiert wurden.
Die Kirche enthält eine theologische Bibliothek, die durch den Pfarrer William Higgs vermacht wurde. Im Jahre 1792 wurde neben dem Pfarrhaus ein Bibliotheksraum durch die Pfarrerin Spencer Madan gebaut und als Kirchliche Bibliothek bezeichnet.
Mit dem Anwachsen der Industriestädte im 18. und 19. Jahrhundert kam es auch zu einer Reihe neuer Pfarreien und der Notwendigkeit neuer Verwaltungszentren. Birmingham war bereits 1850 die zweitgrößte Stadt des Landes, erhielt aber erst 1896 die Stadtrechte. Während in Liverpool und in Truro neue Kathedralen gebaut wurden, wurden in anderen Städten lediglich bestehende Kirchen und alte Abteien in den Status einer Kathedrale erhoben. Durch den Einsatz des einflussreichen Staatsmanns Joseph Chamberlain und des Bischofs von Worcester, Charles Gore, erhielt die Philippus-Kirche 1905 den Status einer Kathedrale mit Charles Gore als erstem Bischof der Diözese Birmingham.
Während des Zweiten Weltkriegs wurde die Kathedrale am 7. November 1940 bombardiert und brannte aus. Bedeutende Schätze wie verschiedene Fenster von Burne-Jones waren allerdings bereits vorher in Sicherheit gebracht worden und wurden bei der Renovierung 1948 unversehrt wieder eingesetzt.

## Architektur

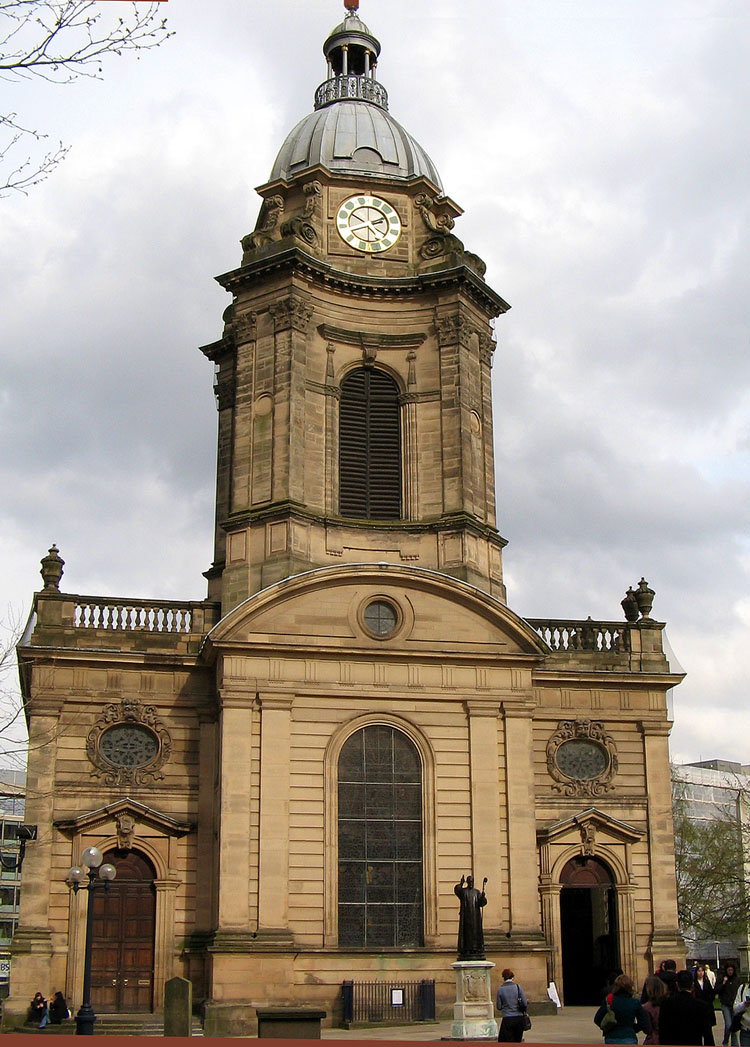
Der westliche Turm

Die Philippus-Kirche wurde von Thomas Archer entworfen und zwischen 1711 und 1715 gebaut. Der Turm wurde allerdings erst 1725 fertiggestellt. Die Urnen auf der Brüstung wurden erst 1756 hinzugefügt. Thomas Archer hatte Rom besucht und sein Entwurf im barocken Baustil wurde durch die Kirchen von Borromini beeinflusst. Im Innenraum der rechteckigen Hallenkirche ist das Hauptschiff von den Seitenschiffen durch geriffelte Säulen in klassischer Form getrennt. Diese Säulen haben toskanische Kapitelle und stützen eine Arkade, die von einem stark vorspringenden Gesims überstiegen wird. Zwischen den Säulen erstrecken sich hölzerne Galerien im typischen Stil englischer Kirchen des Barock.
Die Außenansicht der Kathedrale wird durch die hohen Fenster dominiert, die zwischen Pilastern mit Flachreliefs angebracht sind. Darüber verläuft auf Höhe des Daches eine Balustrade. In der Verlängerung der Pilaster sind auf der Balustrade jeweils urnenförmige Skulpturen aufgesetzt. Am westlichen Ende befindet sich ein Turm, der in Stufen steigt und sich dabei verjüngt. Den oberen Abschluss bildet eine Blei-Kuppel und eine aufgesetzte Laterne. Das Gebäude besteht vorwiegend aus Ziegel, außerdem aus Felsen, die von einem Steinbruch auf Thomas Archers Anwesen stammen.
Die ursprünglich flache östliche Apsis wurde zwischen 1884 und 1888 zu einem wesentlich größeren Chor vergrößert und durch stark vorspringende korinthische Säulen gegliedert. Diese Anordnung wird durch die marmorierten Oberflächen der Säulen und Pilaster, durch die Vergoldung der Kapitelle und Gesimse und durch die kunstvolle Kassettendecke verschönert. Weil der Stein aus dem ursprünglichen Steinbruch sehr weich war, ließ Chatwin auch das Äußere der Kirche erneuern. Der Turm wurde 1958/59 ebenfalls erneuert.
Edward Burne-Jones, der in der Nähe geboren und in der Kirche getauft wurde, entwarf vier Fenster, die von Morris and Company ausgeführt und zwischen 1885 und 1897 eingesetzt wurden.
Die Kathedrale wird von einem Kirchhof umgeben, der allerdings nicht mehr für Bestattungen genutzt wird. Auf diesem Kirchhof befinden sich sechs Denkmäler, die als Kulturerbe gelistet sind. Ein Denkmal wurde für zwei Männer errichtet, die beim Bau der Birmingham Town Hall starben. Ein weiteres Denkmal stellt eine Gedenkstätte für die Opfer der Bombenanschläge auf zwei Pubs in Birmingham im November 1974 dar. Am westlichen Eingang steht eine Statue des Bischofs Charles Gore, der seine rechte Hand zum Segen erhoben hat. Nach der Fertigstellung des Gebäudes wurde beschlossen, die Aufnahme weiterer Denkmäler in das Innere zu untersagen.

## Orgel
Die Orgel wurde 1890 von dem Orgelbauer Nicholson (Worcester) erbaut und 1992 von der Erbauerfirma reorganisiert und umgebaut. Das Orgelgehäuse stammt aus dem Jahr 1715. Die Orgel hat 62 Register auf vier Manualen und Pedal. Die Trakturen sind elektropneumatisch.
| I Choir C–c4     |       |
| Open Diapason    | 8′    |
| Stopped Diapason | 8′    |
| Dulciana         | 8′    |
| Gemshorn         | 4′    |
| Flute            | 4′    |
| Fifteenth        | 2′    |
| Larigot          | 1 ⁄3′ |
| Mixture III      |       |
| Tremulant        |       |
| Trompeta Real    | 8′    |

| II Great C–c4        |        |
| Double Open Diapason | 16′    |
| Open Diapason I      | 8′     |
| Open Diapason II     | 8′     |
| Stopped Diapason     | 8′     |
| Octave               | 4′     |
| Principal            | 4′     |
| Chimney Flute        | 4′     |
| Twelfth              | 2 ⁄3′  |
| Fifteenth            | 2′     |
| Tierce               | 1 3⁄5′ |
| Fourniture IV        |        |
| Mixture III          |        |
| Trumpet              | 8′     |
| Clarion              | 4′     |
| Tremulant            |        |

| III Swell C–c4   |     |
| Bourdon          | 16′ |
| Open Diapason    | 8′  |
| Lieblich Gedeckt | 8′  |
| Salicional       | 8′  |
| Voix Celestes    | 8′  |
| Principal        | 4′  |
| Harmonic Flute   | 4′  |
| Fifteenth        | 2′  |
| Recorder         | 2′  |
| Sesquialtera II  |     |
| Plein Jeu IV     |     |
| Contra Fagotto   | 16′ |
| Cornopean        | 8′  |
| Oboe             | 8′  |
| Clarion          | 4′  |
| Tremulant        |     |

| IV Solo C–c4      |    |
| Viole d’Orchestre | 8′ |
| Violes Celestes   | 8′ |
| Harmonic Flute    | 8′ |
| Concert Flute     | 4′ |
| Cor Anglais       | 8′ |
| Clarinet          | 8′ |
| Orchestral Oboe   | 8′ |
| Tremulant         |    |
| Tuba Minor        | 8′ |
| Trompeta Real     | 8′ |

| Pedal C–f1    |     |
| Sub Bass      | 32′ |
| Open Diapason | 16′ |
| Major Bass    | 16′ |
| Violone       | 16′ |
| Bourdon       | 16′ |
| Echo Bourdon  | 16′ |
| Principal     | 8′  |
| Bass Flute    | 8′  |
| Fifteenth     | 4′  |
| Octave Flute  | 4′  |
| Mixture IV    |     |
| Fagotto       | 16′ |
| Ophicleide    | 16′ |
| Trombone      | 16′ |
| Trumpet       | 8′  |

- Koppeln